# Danuta Kisielewska
Danuta Maria Kisielewska – polska fizyk, dr hab. nauk fizycznych, profesor Katedry Oddziaływań i Detekcji Cząstek Wydziału Fizyki i Informatyki Stosowanej Akademii Górniczo-Hutniczej w Krakowie.

## Życiorys
W 1965 ukończyła studia fizyczne na Uniwersytecie Jagiellońskim, 27 czerwca 1972 obroniła pracę doktorską, 5 lipca 1984 uzyskała stopień doktora habilitowanego. 14 stycznia 1992 otrzymała tytuł profesora nauk fizycznych. Została zatrudniona na stanowisku profesora zwyczajnego i kierownika w Katedrze Oddziaływań i Detekcji Cząstek na Wydziale Fizyki i Informatyki Stosowanej Akademii Górniczo-Hutniczej.
Była członkiem prezydium Komitetu Fizyki Polskiej Akademii Nauk, członkiem Sekcji V - Nauk Matematycznych, Fizycznych, Chemicznych i Nauk o Ziemi Centralnej Komisji do Spraw Stopni i Tytułów Naukowych, oraz Komitetu Fizyki PAN.
Jest profesorem w Katedrze Oddziaływań i Detekcji Cząstek na Wydziale Fizyki i Informatyki Stosowanej Akademii Górniczo-Hutniczej w Krakowie.

## Odznaczenia
- Krzyż Oficerski Orderu Odrodzenia Polski (2022)[3]
- Krzyż Kawalerski Orderu Odrodzenia Polski (1996)[4]